# 新潟県道106号三条停車場四日町線

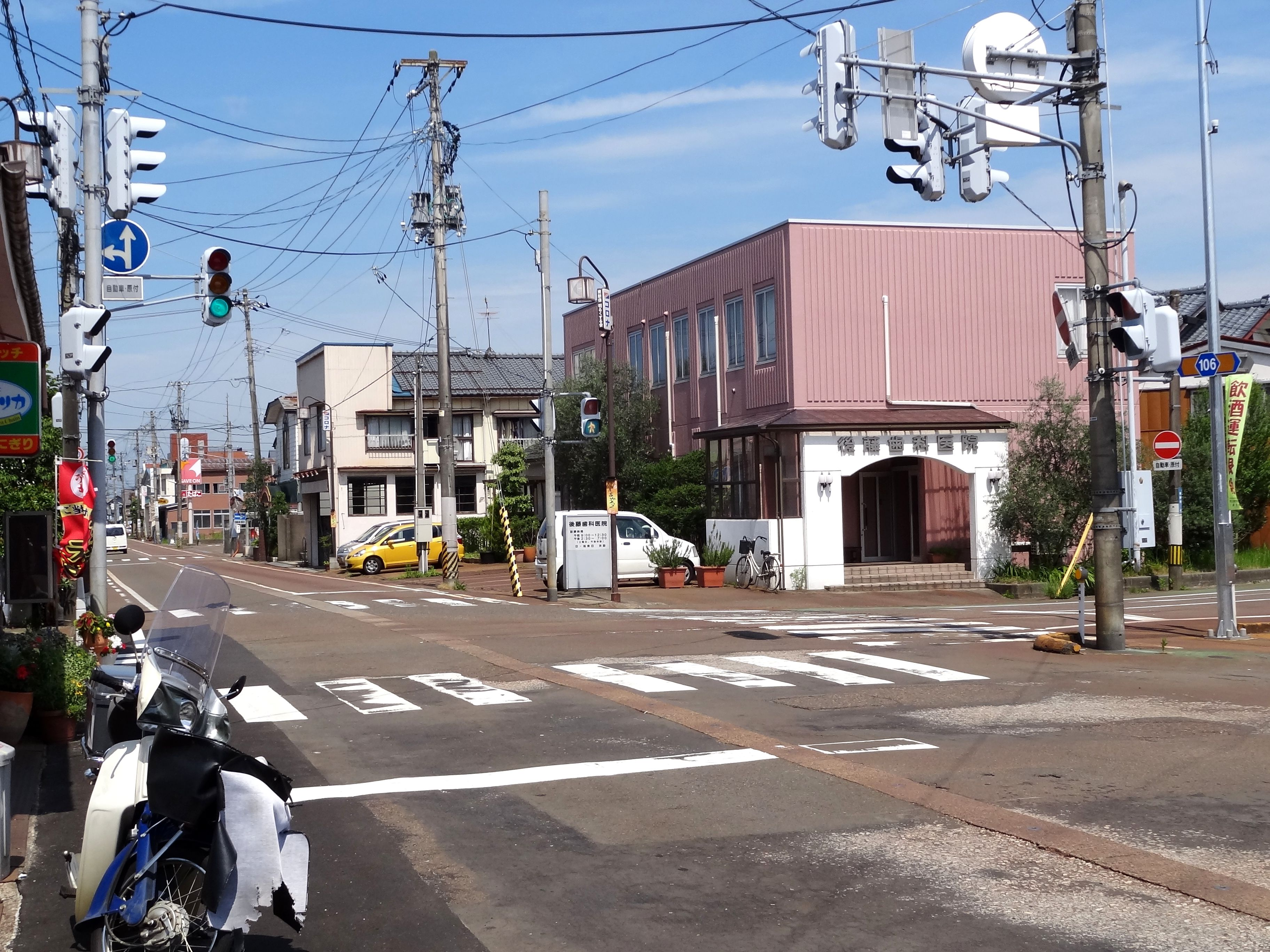
起点付近

新潟県道106号三条停車場四日町線（にいがたけんどう106ごう さんじょうていしゃじょうよっかまちせん）は、新潟県三条市内の一般県道。

## 概要
- 陸上距離：
- 起点：三条市（三条駅＝新潟県道35号三条停車場線起点）
- 終点：三条市（南四日町交差点＝新潟県道8号長岡見附三条線交点）
- 重複区間：なし

JR信越本線、三条駅の駅前通り。

## 通過する自治体
- 新潟県
  - 三条市

## 主な接続路線
- 新潟県道35号三条停車場線（三条駅前）
- 新潟県道8号長岡見附三条線（南四日町交差点）

## 別名・通称
- 三条駅前通り